# Portalna hipertenzija
Portalna hipertenzija je nenormalno povišan krvni tlak v portalnem venskem sistemu in je pogost zaplet jetrne ciroze. Je posledica zvišanega gradienta tlakov med portalno veno in spodnjo votlo veno (HVPG – angl. Hepatic Venous Pressure Gradient). O portalni hipertenziji govorimo, kadar je HVPG višji od 5 mmHg. Portalna hipertenzija postane klinično pomembna, ko je HVPG višji od 12 mmHg, ker se pri takšni vrednosti začno pojavljati zapleti portalne hipertenzije.

## Znaki in simptomi
Klinično pomembne posledice portalne hipertenzije so hepatična encefalopatija, ascites (trebušna vodenica), edem sluznice prebavil, okužbe ob pogosti translokaciji bakterij črevesja in pojav varic prebavil (požiralnika, želodca ali danke). Sočasno je pogosto prisotna sekundarna splenomegalija (povečana vranica). Najpogostejše med varicami prebavil so varice požiralnika, ki se razvijejo pri okoli polovici bolnikov s portalno hipertenzijo in same po sebi ne povzročajo težav, problem pa nastopi takrat, ko varice zakrvavijo.

## Vzroki
Portalna hipertenzija je posledica zvišanega odpora v jetrih in povečanega pretoka v portalni veni zaradi hiperdinamičnega sistemskega krvnega obtoka. V več kot 90 % primerov je vzrok jetrna ciroza, lahko pa jo povzročita tudi na primer portalna tromboza in razrast malignoma v jetrih. V afriških državah, kjer je shistosomoza endemična bolezen, je le-ta najpogostejši vzrok.
Na splošno lahko vzroke za portalno hipertenzijo razdelimo glede na to, ali se nahajajo pred portalnim venskim sistemom (predjetrni oziroma prehepatični vzroki), v jetrih (jetrni vzroki) ali za njim (pojetrni oziroma posthepatični vzroki):
Predjetrni vzroki
- tromboza portalne vene
- tromboza vranične (splenične) vene
- arteriovenska fistula
- splenomegalija in/ali hipersplenizem

Jetrni vzroki
- ciroza kateregakoli vzroka
  - alkoholna ciroza
  - ciroza zaradi kroničnega virusnega hepatitisa
  - ciroza zaradi biliarne atrezije
  - primarna biliarna ciroza
- primarni sklerozirajoči holangitis
- kronično vnetje trebušne slinavke
- Rendu-Osler-Webrov sindrom
- shistosomoza
- prirojena jetrna fibroza
- nodularna regenerativna hiperplazija
- fibroza Dissejevega prostora
- granulomatozne in infiltrativne bolezni jeter (Gaucherjeva bolezen, mukopolisaharidoza, sarkoidozas, limfoproliferativne rakave bolezni, amiloidoza itd.)
- zastrupitve oziroma izpostavljenost nekaterim toksičnim snovem ali zdravilom (arzen, baker, vinilkloridni monomeri, mineralna olja, vitamin A, azatioprin, dakarbazin, metotreksat, amjodaron itd.)
- virusni hepatitis
- maščobna bolezen jeter
- venookluzivna bolezen

Pojetrni vzroki
- obstrukcija sspodnje votle vene
- desnostranska srčna insuficienca, na primer zaradi konstrikcijskega perikarditisa
- Budd-Chiarijev sindrom

## Zdravljenje
Zdravljenje portalne hipertenzije je odvisno od vzroka ter od prisotnih zapletov. Če je možno, je cilj zdravljenja odprava vzroka (na primer v primeru tromboze portalne vene ali zgornje votle vene zaradi povečane koagulacije krvi se uporabi antikoagulacijsko zdravljenje).
Če pride do krvavitve iz varic požiralnika ali želodca, so potrebni ukrepi za zaustavitev krvavitve. Uporabljajo se vazokonstriktorna zdravila (vazopresin in analogi vazopresina, somatostatin in analogi somatostatina) in endoskopski posegi (endoskopsko zdravljenje), kot sta endoskopska sklerozacija in endoskopska podvezava varic. Če zdravljenje z zdravili in endoskopskimi posegi ni uspešno, je lahko potreben transjugularni intrahepatični portosistemski spoj ali izjemoma kirurški portokavalni spoj ali celo presaditev jeter. Po uspešni zaustavitvi akutne krvavitve iz varic je pomembno tudi preprečevanje ponovne krvavitve, ki povzuročajo visoko smrtnost in ki so najpogostejše v prvih dveh tednih po prvotni krvavitvi. Uporabljajo se endoskopske metode ter zdravljenje z zdravili (z zaviralci beta, lahko tudi v kombinaciji z nitrati).